# Cupa României 1988-1989
Ediția 1988-1989 a fost a 51-a ediție a Cupei României la fotbal. A fost câștigată de Steaua București, care a învins-o în finală pe Dinamo București cu scorul de 1-0.

## Desfășurare
Toate meciurile de după faza șaisprezecimilor, exceptând finala (care a avut loc în București), s-au jucat pe teren neutru. În șaisprezecimi au participat 32 de echipe, din care făceau parte și cele din Divizia A. Dacă după 90 de minute scorul era egal se jucau două reprize de prelungiri a câte 15 minute. Dacă după prelungiri scorul era tot egal, soarta calificării se decidea la loviturile de departajare.

## Șaisprezecimi
| Data              | Echipă gazdă                       |   | Echipă oaspete     | Rezultat   |
| ----------------- | ---------------------------------- | - | ------------------ | ---------- |
| 12 februarie 1989 | AS Explorări Câmpulung Moldovenesc | – | Victoria           | 2:5        |
| 22 februarie 1989 | Medgidia⁠(d)                        | – | Dinamo București   | 1:2        |
|                   | Pandurii                           | – | Steaua București   | 0:3        |
| 26 februarie 1989 | Gloria Bistrița                    | – | ASA Tîrgu Mureș    | 5:0        |
|                   | Automatica București               | – | FCM Brașov         | 5:6 (pen.) |
|                   | Gloria Buzău                       | – | Oțelul Galați      | 1:0 (d.p.) |
|                   | Farul                              | – | Corvinul           | 1:0        |
|                   | CNS Cetate Deva                    | – | FC Bihor           | 0:1        |
|                   | Steaua Mecanică Huși               | – | Moreni             | 3:4        |
|                   | Gaz Metan                          | – | SC Bacău           | 0:3        |
|                   | ROVA Roșiorii de Vede              | – | Rapid București    | 0:2        |
|                   | Inter Sibiu                        | – | Scornicești        | 2:0        |
|                   | Unirea Slobozia                    | – | Universitatea Cluj | 1:0        |
|                   | CFR Timișoara                      | – | Argeș Pitești      | 2:0        |
|                   | FC Armătura Zalău                  | – | U Craiova          | 4:1        |
| 2 martie 1989     | Electromureș Târgu Mureș           | – | Sportul Studențesc | 8:7 (pen.) |

## Optimi
| Data         | Oraș                  | Echipă gazdă     |   | Echipă oaspete           | Rezultat   |
| ------------ | --------------------- | ---------------- | - | ------------------------ | ---------- |
| 8 iunie 1989 | Alba Iulia            | Dinamo București | – | Inter Sibiu              | 1:0        |
|              | Brăila                | Gloria Buzău     | – | Farul                    | 3:1        |
|              | Câmpina               | Victoria         | – | Moreni                   | 3:2        |
|              | Cluj-Napoca           | Gloria Bistrița  | – | FC Armătura Zalău        | 2:1        |
|              | Drobeta Turnu Severin | Rapid București  | – | CFR Timișoara            | 2:1        |
|              | Pitești               | Steaua București | – | FCM Brașov               | 6:3        |
|              | Sfântu Gheorghe       | SC Bacău         | – | Electromureș Târgu Mureș | 4:2 (pen.) |
|              | Slobozia              | Unirea Slobozia  | – | FC Bihor                 | 2:0        |

## Sferturi
| Data          | Oraș      | Echipă gazdă     |   | Echipă oaspete  | Rezultat |
| ------------- | --------- | ---------------- | - | --------------- | -------- |
| 22 iunie 1989 | Brașov    | Victoria         | – | Gloria Bistrița | 4:2      |
|               | București | Rapid București  | – | Gloria Buzău    | 3:0      |
|               | Buzău     | Dinamo București | – | SC Bacău        | 5:1      |
|               | Constanța | Steaua București | – | Unirea Slobozia | 3:1      |

## Semifinale
| Data          | Oraș      | Echipă gazdă     |   | Echipă oaspete  | Rezultat |
| ------------- | --------- | ---------------- | - | --------------- | -------- |
| 25 iunie 1989 | Brăila    | Dinamo București | – | Victoria        | 2:0      |
|               | București | Steaua București | – | Rapid București | 3:2      |

## Finala
| 29 iunie 1989 17:00 | Dinamo București | 0 – 1             | Steaua București | Stadionul Municipal, Brașov Spectatori: 35.000 Arbitru: Dan Petrescu (București) |
| 29 iunie 1989 17:00 |                  | Gheorghe Hagi 67' |                  | Stadionul Municipal, Brașov Spectatori: 35.000 Arbitru: Dan Petrescu (București) |

| DINAMO:        |                    |     |
|                |                    |     |
| P              | Bogdan Stelea      |     |
| F              | Ioan Varga         |     |
| F              | Ioan Andone        |     |
| F              | Mircea Rednic      |     |
| F              | Michael Klein      |     |
| M              | Dorin Mateuț       |     |
| M              | Ionuț Lupescu      | 46' |
| M              | Dănuț Lupu         |     |
| M              | Iulian Mihăescu    |     |
| A              | Rodion Cămătaru    | 78' |
| A              | Claudiu Vaișcovici |     |
| Înlocuiri:     |                    |     |
| F              | Costel Orac        | 46' |
| A              | Florin Răducioiu   | 78' |
| Antrenor:      |                    |     |
| Mircea Lucescu |                    |     |

| STEAUA:           |                 |     |
|                   |                 |     |
| P                 | Silviu Lung     |     |
| F                 | Dan Petrescu    |     |
| F                 | Ștefan Iovan    |     |
| F                 | Adrian Bumbescu |     |
| F                 | Iosif Rotariu   |     |
| M                 | Tudorel Stoica  |     |
| M                 | Daniel Minea    | 84' |
| M                 | Ilie Dumitrescu |     |
| M                 | Gheorghe Hagi   |     |
| A                 | Victor Pițurcă  |     |
| A                 | Marius Lăcătuș  | 85' |
| Înlocuiri:        |                 |     |
| M                 | Ilie Stan       | 84' |
| A                 | Gavril Balint   | 85' |
| Antrenor:         |                 |     |
| Anghel Iordănescu |                 |     |